# Brilvliegenpikker
De brilvliegenpikker (Zimmerius vilissimus) is een zangvogel uit de familie Tyrannidae (tirannen). 

## Verspreiding en leefgebied
Deze soort komt voor van zuidelijk Mexico tot El Salvador.